# Setmurthy
Setmurthy ist eine Gemeinde in der Unitary Authority Cumberland im Nordwesten Englands.

## Geographie
Die Verwaltungseinheit liegt im Lake District zwischen Cockermouth und Keswick. Die Nachbarorte sind Blindcrake und Sunderland im Norden, Bewaldeth im Nordosten, Bassenthwaite im Osten, Wythop im Südosten, Embleton im Süden, Cockermouth im Südwesten, Papcastle im Westen sowie Bridekirk im Nordwesten.

## Bauwerke
Auf dem Gemeindegebiet befinden sich insgesamt neun Bauwerke, die in der National Heritage List for England eingetragen sind. Darunter Hewthwaite Hall, ein Bauernhaus aus dem Jahr 1581. Darüber hinaus findet sich auf der relativ ebenen Elva Plain, an den Südhängen vom 240 Meter hohen Elva Hill gelegen, ein aus 15 Granitblöcken bestehender historischer Steinkreis.